# Kubakondor
Kubakondor (Gymnogyps varonai) är en utdöd fågel i familjen kondorer inom ordningen kondorfåglar. Fågeln är enbart känd från subfossila lämningar funna på Kuba och tros ha dött ut under sen pleistocen eller tidig holocen.

## Historik och systematik
Arten är känd från minst sex fragmentariska fossil funna under utgrävningar i Las Breas de San Felipe, strax väster om staden Martí på Kuba. Platsens asfaltspölar fungerade som en naturlig fälla där växtätare fastnat i jakten på mat och vatten. Rovdjur och asätare drogs sedan till de döende djuren i sin jakt på mat, men fastnade själva. Grundat på platsens geologi tros kubakondorens lämningar vara från sen pleistocen och tidig holocen.
Benen undersöktes först av den kubanska paleontologen Oscar Arredondo, som beskrev arten och placerade den i det egna släktet Antillovultur. Senare studier har dock visat att arten står nära släktet Gymnogyps och bör därför inkluderas i det. De fossila lämningarna förvaras nu på Museo Nacional de Historia Natural i Havanna.

## Utseende och levnadssätt
Kubakondorens fossila ben är kraftigare och större än motsvarande hos kalifornienkondor och Gymnogyps kofordi. Även näbben är kraftigare. Detta tolkas som ett resultat av kubakondorens föda, som tros ha omfattat as av stora däggdjur som jättesengångare samt stora sköldpaddor och gnagare.

## Namn
Fågelns vetenskapliga artnamn hedrar kubanske paleontologen, geologen och zoologen Luis Sánchez Varona y Calvo (1923-1989).